# 蘇冕 (唐朝)
蘇冕（?—805年），字正元。京兆武功（今陝西武功西）人。
曾叔祖苏良嗣。蘇冕與兄蘇袞、弟蘇弁互相友爱，皆長於儒學。蘇弁更積書兩萬卷。苏冕歷官士曹参军，後因弟蘇弁以腐粟給邊失職牽連，貶信州司户参军。贞元二十一年（805年）卒於家。著有《會要》四十卷、《古今国典》一百卷、《贾至集》二十卷等。有子蘇特、蘇滌。